# 39 a. C.
El año 39 a. C. fue un año común comenzado en viernes, sábado o domingo, o un año bisiesto comenzado en sábado (las fuentes difieren) del calendario juliano. También fue un año común comenzado en sábado del calendario juliano proléptico. En aquella época, era conocido como el Año del consulado de Censorino y Sabino (o, menos frecuentemente, año 715 Ab urbe condita). La denominación 39 a. C. para este año ha sido usado desde principios del período medieval, cuando la era A. D. se convirtió en el método prevalente en Europa para nombrar a los años.

## Acontecimientos
- Marco Antonio manda a Publio Ventidio Baso con 11 legiones a Oriente y expulsa a Quinto Labieno de Asia Menor, se retira a Siria, donde lo reciben refuerzos partos. Ventidio finalmente lo derrota en la batalla en los montes Tauro.
- Publio Ventidio derrota a Farnastanes con sus catafractos en las Puertas de Amano, y sigue adelante para reclamar Siria, Fenicia y Judea. Labieno huye a Cilicia, donde es capturado y ejecutado.
- Sexto Pompeyo, autodenominado "hijo de Neptuno", controla Sicilia, Cerdeña, Córcega y el Peloponeso es reconocido por el triunvirato en el Pacto de Miseno. El pacto ayuda a asegurar el suministro de grano a Roma, se alza el bloqueo sobre Italia.
- Cneo Domicio Calvino, legado en Hispania desde este año hasta 37 a. C.; lucha con los ceretanos.[1]
- Primera biblioteca de que se tenga noticia en Roma, reunida por Asinio Polio.[2]

## Nacimientos
- Antonia la Mayor, hija de Marco Antonio, abuela de Nerón y Mesalina (m. antes del año 25 d. C.)
- Julia la Mayor, hija de César Augusto (m. 14 d. C.)

## Fallecimientos
- Quinto Labieno (asesinado).